# Es ist dir gesagt, Mensch, was gut ist
Es ist dir gesagt, Mensch, was gut ist (Il t’a été dit, à toi l’homme, où est le bien !) (BWV 45) est une cantate religieuse de Johann Sebastian Bach composée à Leipzig en 1726.

## Histoire et livret
Bach écrivit cette cantate de son troisième cycle annuel de cantates à Leipzig, à l'occasion du huitième dimanche après la Trinité et la dirigea le 11 août 1726. Pour cette destination liturgique, deux autres cantates ont franchi le seuil de la postérité : les BWV 136 et 178. 
Les lectures prescrites pour le dimanche étaient Rom. 8:12–17 « Welche der Geist Gottes treibt, die sind Gottes Kinder », et Mat. 7: 15–23, un passage du sermon sur la montagne, la mise en garde contre les faux prophètes. Ici comme dans Siehe, ich will viel Fischer aussenden, BWV 88, composée trois semaines auparavant, le texte est semblable dans la forme et le contenu aux cantates de Johann Ludwig Bach. Le texte est souvent attribué à Ernest-Louis Ier de Saxe-Meiningen, publié dans une collection de 1705 mais Walther Blankenburg suggère Christoph Helm. Le poète a choisi pour commencer un verset du prophète Michée 6- 8 dans l'Ancien Testament qui se réfère à la célèbre parole de Jésus « An ihren Früchten sollt ihr sie erkennen » (Tu les reconnaîtras à leurs fruits) et « die den Willen tun meines Vaters im Himmel » (celui qui fait selon la volonté de mon père au ciel), tirée de l'Évangile. Le poète rappelle l'image de la servante citée dans Luc, 12:42–47 et 16:1–9. Le mouvement central qui ouvre la deuxième partie devant être jouée après le sermon est une citation du verset 22 de l'Évangile. L'aria qui suit est une paraphrase de Mat. 10: 32. La cantate se clôt par la deuxième strophe du choral O Gott, du frommer Gott de Johann Heermann (1630),. La cantate est une structure symétrique autour de la citation centrale de l'Évangile, commençant avec l'Ancien Testament et menant jusqu'au choral.

## Structure et instrumentation
La cantate est écrite pour contralto, ténor, basse, chœur à quatre voix, deux violons, deux flûtes, deux hautbois, alto, basse continue.
Il y a sept mouvements :
1re partie
1. chœur : Es ist dir gesagt, Mensch, was gut ist,
2. récitatif (ténor) : Der Höchste lässt mich seinen Willen wissen
3. aria (ténor) : Weiß ich Gottes Rechte

2e partie
1. aria (basse) : Es werden viele zu mir sagen an jenem Tage
2. arioso (alto) : Wer Gott bekennt
3. récitatif (alto) : So wird denn Herz und Mund selbst von mir Richter sein
4. choral : Gib, dass ich mit Fleiss you pour l'ensemble.

## Musique
Le chœur d'ouverture est d'une structure complexe, commençant avec une section instrumentale développée puis alternant des sections fuguées avec d'autres dans lesquelles les voix sont insérées dans le concerto instrumental. Les deux récitatifs sont secco. L'aria du ténor est accompagnée des cordes dans une ambiance dansante.
Le mouvement central, qui est la citation de l'Évangile, est attribué à la basse en tant que Vox Christi (voix du Christ). Bach l'indique arioso et fait vivement jouer les cordes pour mettre passionnément en valeur les paroles. Les cordes ouvrent le mouvement et répètent quatre fois la musique en différentes tonalité, la partie pour la basse faisant d'audacieux sauts et de riches coloraturas. John Eliot Gardiner observe :

« La deuxième partie de la cantate ouvre avec un mouvement pour basse et cordes indiqué arioso – ce qui est trompeur, (c'est la façon qu'a Bach de signaler les paroles du Christ en personne par opposition aux passages de style indirect), car en vérité il s'agit d'une aria pleine et entière hautement virtuose, qui tient à moitié d'un concerto vivaldien et à moitié d'une scène d'opéra. »

La figuration est semblable dans l'aria pour alto qui suit mais s'attendrit dans le solo de flûte avec continuo pour s'accorder avec les paroles de consolation. Le choral final sur une mélodie de Ahasverus Fritsch est disposé pour quatre voix.